# Imre Pulai
Imre Pulai (Budapeste, 14 de novembro de 1967) é um velocista húngaro na modalidade de canoagem.

## Carreira
Foi vencedor da medalha de Ouro em C-2 500 m em Sydney 2000 junto com o seu colega de equipa Ferenc Novák.
Foi vencedor da medalha de Bronze em C-1 500 m em Sydney 2000.